# Lillsvan
Lillsvan är en sjö i Skinnskattebergs kommun i Västmanland och ingår i Norrströms huvudavrinningsområde. Sjön är 8 meter djup, har en yta på 3,57 kvadratkilometer och befinner sig 67,9 meter över havet. Sjön avvattnas av vattendraget Gisslarboån. Vid provfiske har bland annat abborre, björkna, braxen och gers fångats i sjön. Sjön omger den 22 hektar stora Ängarboön. Lillsvans tidiga mänskliga historia började redan på järnåldern. På Ängarboöns västra och norra sida återfinns ett flertal fornlämningar i form av järnframställningsplatser.

## Delavrinningsområde
Lillsvan ingår i det delavrinningsområde (661710-150077) som SMHI kallar för Utloppet av Lillsvan. Medelhöjden är 77 meter över havet och ytan är 21,85 kvadratkilometer. Räknas de 18 avrinningsområdena uppströms in blir den ackumulerade arean 299,32 kvadratkilometer. Gisslarboån som avvattnar avrinningsområdet har biflödesordning 4, vilket innebär att vattnet flödar genom totalt 4 vattendrag innan det når havet efter 173 kilometer. Avrinningsområdet består mestadels av skog (50 procent), öppen mark (11 procent) och jordbruk (12 procent). Avrinningsområdet har 3,82 kvadratkilometer vattenytor vilket ger det en sjöprocent på 17,5 procent.

## Fisk
Vid provfiske har följande fisk fångats i sjön:
- Abborre
- Björkna
- Braxen
- Gärs
- Gädda
- Gös
- Löja
- Mört
- Sutare